# An ísouna agapi
«An ísouna agapi» (en griego Αν ήσουνα αγάπη, «Si fueras amor») es el primer sencillo de la cantante griega Helena Paparizou de su cuarto álbum de estudio titulado: "Gyro apó t'óneiro". La canción está escrita por Giorgos Sabanis, amigo de la cantante, y Nikki Papatheohari.

## Composición
La canción, en cuanto a instrumentalización, fue compuesta por el cantautor y amigo de Helena Paparizou, Giorgos Sabanis. Así mismo, la letra fue escrita por Niki Papatheohari.
Escuchamos una balada con el ritmo muy marcado, al estilo R&B, pero, mezclado con rock. Para darle una mayor etnicidad a la canción sobre el estribillo y tras éste se escucha una flauta que marca una armoniosa melodía. También hay que mencionar que, en esta canción, Helena, saca su voz. En los estribillos llega hasta altas notas sosteniéndolas arriba. Parece ser que cada vez va mejorando más como cantante.

## Lanzamiento
Desde un principio, el primer sencillo del nuevo disco Gyro apó t'óneiro iba a ser Gyrna me sto khtes. Ésta fue la primera canción que apareció vía Facebook de uno de los compositores del disco, Giorgos Sabanis. Se suponía que iba a ser presentada en la final del concurso Factor X de Grecia, pero finalmente no fue así. Luego apareció otra canción que podría ser sencillo. Pero, al final An isoun agapi se convirtió en el primer sencillo de la cantante griega. Lanzada el 24 de febrero de 2010 desde la cadena de radio griega Dromos 89,8 FM.

## Posición en listas
| Listas                      | Posición máxima |
| --------------------------- | --------------- |
| Cypriot Airplay Chart       | 2               |
| Greek Digital Singles Chart | 1               |

## Remix
El remix oficial de la canción fue creado para la gala chipriota de premios "Madame Figaro Awards", donde Helena recibió miles de aplausos, era la segunda vez que aparecía en un escenario con este nuevo álbum. Aunque la actuación no fue con voz en directo, ni tampoco hubo bailarines, Helena supo llenar el escenario ella sola y dejar a los asistentes satisfechos de la actuación.

## Videoclip
En cuanto al videoclip de An isoun agapi, Helena afirmó en su Twitter que se reuniría con el que es el director del videoclip, Konstantinos Rigos. El videoclip está grabado en uno de los hoteles más lujosos de Atenas, Astir Palace Hotel. Helena asegura que el rodaje del video duró más de 16 horas. En cuando a la promoción sigue con la marca de refrescos griega Ivi. En los primeros meses de 2010 se conoció que se iba a realizar un concurso gracias a esta empresa promocional en el que el premio era salir en el próximo videoclip de Helena Paparizou.